# Pétar Mladénov
Pétar Toixev Mladénov (búlgar: Петър Тошев Младенов) (Toshevtsi, 22 d'agost de 1936 − 31 de maig de 2000) fou un diplomàtic i polític comunista búlgar.
Mladénov va néixer en una família camperola a la vila de Toixevtsi, Província de Vidin. El seu pare era un antifeixista mort en servei militar el 1944. Es va graduar en d'una escola militar, va entrar a la Universitat Estatal de Sofia, i es va graduar a l'Institut Estatal de Moscou de Relacions Internacionals el 1963. Va exercir com a ministre de Relacions Exteriors durant gairebé dues dècades en el marc del dictador comunista Tòdor Jívkov. Mladénov es va unir al Politburó i es va convertir en ministre de Relacions Exteriors el 1971, servint en aquest càrrec fins al novembre de 1989, quan va participar en un esforç reeixit en el Politburó per enderrocar Jívkov. Mladénov es va fer càrrec tant de les posicions principals de Jívkov, convertint-se en secretari general del Partit Comunista i president del Consell d'Estat. Després d'haver vist l'enderrocament dels altres governs comunistes d'Europa oriental, Mladénov va ajudar a reorganitzar el govern. Tots dos llocs van ser suprimits a principis de 1990, però Mladénov es va convertir en President de Bulgària a l'abril de 1990. El seu govern va ajudar els treballadors desocupats per iniciar un intercanvi de treball.
Mladénov va renunciar a la presidència de Bulgària el juliol del 1990 després de la denúncia al·legava que havia suggerit l'ús de tancs contra una manifestació contra el Govern el desembre de 1989, assegurar-se un lloc en la història amb la frase "els tancs ja venen" (en búlgar: По -- добре танковете да дойдат).
Mladénov es va sotmetre a un bypass del cor a Houston el 1986, deixant-lo en delicat estat de salut en els anys següents. Va morir el 31 de maig de 2000, li sobreviuen la seva esposa i la seva filla Galia.